# 13520 Фелісіенропс
13520 Фелісіенропс (13520 Félicienrops) — астероїд головного поясу, відкритий 15 листопада 1990 року.
Тіссеранів параметр щодо Юпітера — 3,367.